# Arabska plošča
Arabska plošča je manjša tektonska plošča na severni in vzhodni polobli.
Je ena od treh celinskih plošč (skupaj z afriško in indijsko ploščo), ki so se v geološki zgodovini premikale proti severu in trčile v evrazijsko ploščo. Posledica tega je mešanje kosov plošč in gorskih verig, ki se raztezajo na zahodu od Pirenejev, prečkajo južno Evropo do Irana, tvorijo Alborz in gorovje Zagros, do Himalaje in verig jugovzhodne Azije.

## Meje
Arabsko ploščo sestavlja večinoma Arabski polotok; sega proti zahodu do Sinajskega polotoka in Rdečega morja ter proti severu do Levanta. Približna površina je 5.000.000 km². Obrobe plošče so:
- Vzhod, z Indijsko ploščo, v Owenovi prelomni coni
- Južno z Afriško ploščo na zahodu ter Somalijsko ploščo in Indijsko ploščo na vzhodu
- Zahod, leva stranska prelomna meja z Afriško ploščo, imenovana transformacija Mrtvega morja (DST), in divergentna meja z Afriško ploščo, imenovana razpoka Rdečega morja, ki poteka vzdolž Rdečega morja;
- Severna, konvergentna meja z Anatolsko ploščo in Evrazijsko ploščo,[3] vključno z Vzhodno Anatolsko prelomnico, gubami in narivnimi pasovi Zagros ter Makranskim jarkom.

## Zgodovina
Arabska plošča je bila del Afriške plošče med večino fanerozoika (paleozoik–kenozoik), do oligocenske dobe kenozoika. Razpoke v Rdečem morju so se začele v eocenu, ločitev Afrike in Arabije pa se je zgodila pred približno 25 milijoni let v oligocenu, od takrat pa se Arabska plošča pomika proti Evrazijski plošči. Odpiranje razpoke v Rdečem morju je povzročilo vulkansko aktivnost. Obstajajo vulkanska polja, imenovana starejši Harrati, kot sta Harrat Khaybar in Harrat Rahat, ki pokrivajo dele zahodne Arabske plošče. Nekatere aktivnosti se še vedno nadaljujejo, zlasti okoli Medine, v Rdečem morju pa so redni izbruhi.
Trk med Arabsko ploščo in Evrazijo potiska gorovje Zagros v Iranu. Kjer Arabska plošča in Evrazijska plošča trčita, lahko nekatera mesta, kot so tista v jugovzhodni Turčiji (ki je na Arabski plošči), doživijo potrese, cunamije in vulkane.

## Oblika
Rdeče morje je pritok Indijskega oceana, ki je globoko do 2604 m, dolgo 2240 km in relativno ozko ter se vsako leto razširi za 0,8 cm na severu in 1,6 cm na jugu.
Geološko najstarejši del Arabske plošče je Arabski ščit, ki je ob Rdečem morju. Tu so gorovje Hedžas, gorovje Asir in v Jemnu 3760 metrov visoka gora Jabal an-Nabi Shuʿaib.
V središču in delu vzhodnega dela Arabske plošče so predkambrijske kamnine, ki so se pojavile proti zahodu, prekrite z vse večjo plastjo sedimentnih kamnin, debelimi do več kot 10 kilometrov. Obstajajo veliki podzemni solni bazeni, od katerih so nekateri spremenjeni v solne kupole. Zaradi neprepustnih plasti kamnin so se tam razvila tudi nahajališča surove nafte in zemeljskega plina. Največji naftni polji sta Ghawar v Saudovi Arabiji in Burgan v Kuvajtu. Največje plinsko polje je Severno polje v Katarju, ki se nadaljuje v Iranu. Obstajajo tudi druga nahajališča na iranski in iraški strani Perzijskega zaliva ter na območju Mosula v Iraku. V gorah Omana so ofioliti, tj. nekdanje oceansko dno, potisnjeno na celino.

## Države in regije
Države na plošči vključujejo Arabijo v celoti (Bahrajn, Kuvajt, Oman, Katar, Savdska Arabija, Združeni arabski emirati in Jemen), Džibuti na Afriškem rogu in dele Levanta (vzhodni Libanon [dvomljivo – razpravljajte], Jordanija, vzhodni Izrael in Sirija) in Mezopotamija (Irak). Regije vključujejo dele Awdala (Somalija/Somaliland), province Khuzestan (Iran), regije Jugovzhodne Anatolije (Turčija) in podregije Južna Denkalya (Eritreja).